# 陳展程
陳展程（1984年出生）是一位香港創業家，他是網站9GAG的行政總裁兼創始人， 香港上市公司MemeStrategy的董事會主席兼行政總裁。

## 教育
陳展程生於香港，早年與家人住在公共屋邨。 他大學在香港大學修讀法律，並且是大學辯論隊的成員。

## 職業
陳展程大學畢業後在一家銀行的法律部門工作。他之後在Now TV擔任主播和記者。後來加入一家信息科技公司。2007年，陳展程加入aNobii擔任產品經理。

### 9GAG
在aNobii工作期間，他創立了網站9GAG，當時只是副業。2011年，陳展程辭職專心打理9GAG。9GAG從美國獲得了 280 萬美元的種子資金，其中包括硅谷初創企業加速器 Y Combinator 和創投公司500Global。
截至 2025 年 7 月，9GAG 總共擁有2億用戶。

### MemeStrategy
2022年，陳展程推出了NFT平台Memeland。2025年4月，他收購了香港上市公司濠暻科技的控股權，並改名為MemeStrategy。陳展程擔任MemeStrategy的董事會主席兼行政總裁，多位9GAG的高層也加入了MemeStrategy。該公司目前主要業務為數字資產項目的策略顧問及諮詢、傳統企業數字化及文化轉型務。